# Gonioctena viminalis
Espèce
Gonioctena viminalis, le Phytodecte de l'osier, est un insecte coléoptère de la famille des Chrysomelidae.

## Synonyme
- Phytodecta viminalis (Linnaeus, 1758)